# Jacobo Ynclán
Jacobo Ynclán (Madrid, 4 de febrero de 1984) es un exfutbolista español que jugaba en la demarcación de centrocampista.

## Biografía
Formado en la cantera del Club Atlético de Madrid, debutó en 2ªB siendo todavía juvenil de la mano del Club Atlético de Madrid "B" en la victoria del filial colchonero (0-3) sobre el Real Ávila en el Estadio Municipal Adolfo Suárez. Pese a su temprano debut no se asentó en el filial rojiblanco hasta la temporada 2004-2005 donde una primera vuelta espectacular con 5 goles en 15 partidos no pasó desapercibida por los equipos de la 2ª División recalando en el mercado invernal como cedido en el Poli. Ejido. En el conjunto celeste debutó en la categoría y contó con la confianza del entrenador Pepe Mel.
La temporada siguiente volvió a salir cedido con destino a la desaparecida U.E. Lleida (2ª División), siendo una temporada descepcionante ya que el conjunto ilerdense perdió la categoría.
En su retorno a la disciplina rojiblanca, Jacobo Ynclán se convirtió en un habitual de los entrenamientos del primer equipo aunque disputaba los encuentros con el Club Atlético de Madrid "B". Pese a todo, tuvo la oportunidad de debutar en 1ª División en Balaídos de la mano del entrenador Javier Aguirre en la victoria del equipo colchonero (1-3) sobre el Celta de Vigo. En verano de 2007 volvió a salir cedido, en esta ocasión, rumbo al R.E. Mouscron belga, aunque durante el inicio de la pretemporada, todavía en las filas rojiblancas, fue agredido por su compañero Costinha en un partidillo.
A su vuelta de la aventura belga, el jugador abandonó el Club Atlético de Madrid para fichar como agente libre por el Deportivo Alavés (2ª División), donde apenas tuvo protagonismo quedándose incluso sin ficha en el mercado invernal. Tras el descenso del club babazorro inició una nueva etapa en la 2ªB jugando una temporada en las filas del C.D. Guadalajara y otra temporada en la R.S.D. Alcalá, donde recuperó su mejor versión.
En verano de 2011, tras su buen papel en el conjunto complutense, fichó por el Wolfsberger A.C. austriaco que jugaba en la Primera Liga de Austria (equvalente a la 2ª División española). Con el equipo GAM FC consiguió el ascenso a la Bundesliga austriaca en su primera temporada así como una histórica clasificación para disputar la Europa League en la temporada 2014-2015. Jacobo Ynclán se convirtió a lo largo de las temporadas en el jugador franquicia del equipo austriaco.

## Clubes
| Club                        | País    | Año         | Partidos | Goles |
| --------------------------- | ------- | ----------- | -------- | ----- |
| Club Atlético de Madrid "B" | España  | 2003 - 2005 | 24       | 9     |
| Poli. Ejido (cedido)        | España  | 2005        | 16       | 1     |
| U.E. Lleida (cedido)        | España  | 2005 - 2006 | 34       | 1     |
| Club Atlético de Madrid "B" | España  | 2006 - 2007 | 8        | 3     |
| R.E. Mouscron (cedido)      | Bélgica | 2007        | 0        | 0     |
| Club Atlético de Madrid     | España  | 2007 - 2008 | 1        | 0     |
| Deportivo Alavés            | España  | 2008 - 2009 | 6        | 0     |
| C.D. Guadalajara            | España  | 2009 - 2010 | 27       | 3     |
| R.S.D. Alcalá               | España  | 2010 - 2011 | 35       | 13    |
| Wolfsberger A.C.            | Austria | 2011 - 2017 | 181      | 38    |
| Atlético de Pinto           | España  | 2018 - 2020 | 13       | 0     |

## Palmarés

### Campeonatos nacionales
| Título                  | Club           | País    | Año  |
| ----------------------- | -------------- | ------- | ---- |
| Primera Liga de Austria | Wolfsberger AC | Austria | 2012 |